# Opel Ampera
Opel Ampera – hybrydowy samochód osobowy klasy kompaktowej produkowany pod niemiecką marką Opel w latach 2011 - 2014.

## Historia i opis modelu

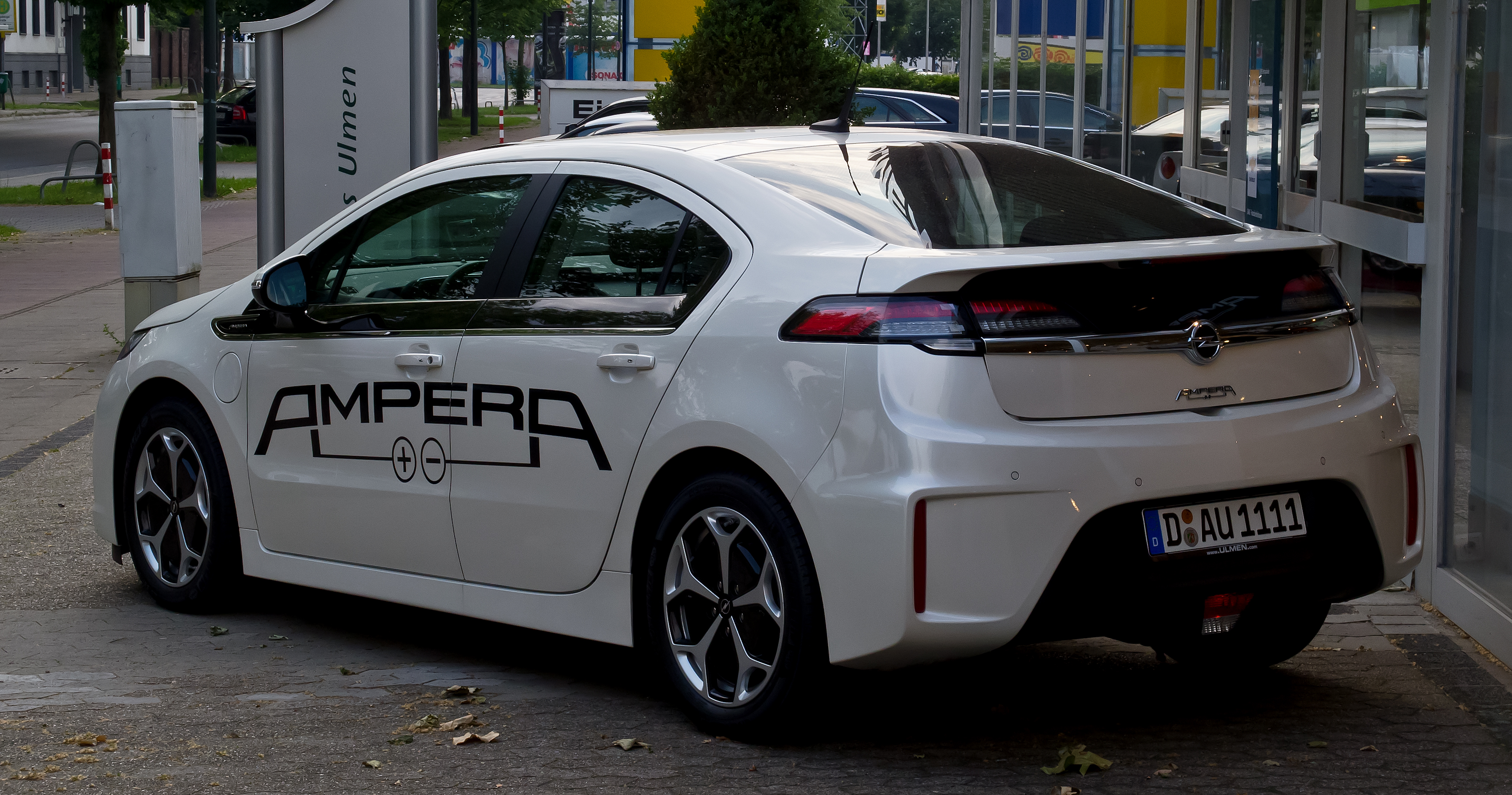
Opel Ampera - tył

Samochód powstał na tej samej płycie podłogowej co Chevrolet Volt. Napędzany jest przez silnik elektryczny, którego zasięg wynosi średnio do 80 km. W wypadku rozładowania akumulatora, zasięg do ok. 500 km powiększy silnik spalinowy o pojemności 1360 cm3 Ecotec, o mocy 86 KM/4800 obr, 130 Nm/4250 obr. Auto przyspiesza do 100 km/h w 9 s i rozwija prędkość maksymalną 169 km/h. Średnie zużycie paliwa, przy w pełni naładowanych akumulatorach na pierwszych 100 km wynosi około 1,34 l, a czas ładowania do pełna akumulatora z gniazda 230 V to około 5 godzin.
Wraz z bliźniaczym Chevroletem Volt zdobył tytuł Samochodu Roku 2012. W tym samym roku samochód zadebiutował  podczas Międzynarodowego Rajdu Monte Carlo samochodów elektrycznych i z napędem alternatywnym i wygrał jego 13. edycję.
W 2014 roku zakończono produkcję modelu.

## Wyposażenie
Wyposażenie podstawowej wersji pojazdu obejmuje m.in. przednie, boczne, kurtynowe oraz kolanowe poduszki powietrzne, ESP, klimatyzację automatyczną, elektrycznie regulowane szyby przednie i tylne, system multimedialny z 7-calowym ekranem dotykowym, system Bluetooth, kierownicę obszytą skórą ze sterowaniem radiem, dostęp bezkluczykowy, tempomat, czujnik deszczu, światła do jazdy dziennej LED, hamulce z funkcją odzyskiwania energii przy hamowaniu, elektryczny hamulec postojowy, a także 17 calowe felgi aluminiowe.